# Gemmula interpolata
Gemmula interpolata é uma espécie de gastrópode do gênero Gemmula, pertencente a família Turridae.